# العلاقات الصومالية الكويتية
العلاقات الصومالية الكويتية هي العلاقات الثنائية التي تجمع بين الصومال والكويت.

## مقارنة بين البلدين
هذه مقارنة عامة ومرجعية للدولتين:
| وجه المقارنة                                              | الصومال                        | الكويت        |
| --------------------------------------------------------- | ------------------------------ | ------------- |
| المساحة (كم2)                                             | 637.66 ألف                     | 17.82 ألف     |
| عدد السكان (نسمة)                                         | 14.74 مليون                    | 4.14 مليون    |
| الكثافة السكانية (ن./كم²)                                 | 23.12                          | 232.32        |
| العاصمة                                                   | مقديشو                         | مدينة الكويت  |
| اللغة الرسمية                                             | اللغة الصومالية، اللغة العربية | اللغة العربية |
| العملة                                                    | شلن صومالي                     | دينار كويتي   |
| الناتج المحلي الإجمالي (بليون دولار)                      | 7.37 مليار                     | 120.13 مليار  |
| الناتج المحلي الإجمالي (تعادل القوة الشرائية) بليون دولار |                                | 290.53 مليار  |
| الناتج المحلي الإجمالي الاسمي للفرد دولار أمريكي          | 549                            | 29.30 ألف     |
| الناتج المحلي الإجمالي للفرد دولار أمريكي                 |                                | 73.25 ألف     |
| مؤشر التنمية البشرية                                      |                                | 0.816         |
| رمز المكالمات الدولي                                      | +252                           | +965          |
| رمز الإنترنت                                              | .so                            | .kw           |
| المنطقة الزمنية                                           | ت ع م+03:00                    | ت ع م+03:00   |

## منظمات دولية مشتركة
يشترك البلدان في عضوية مجموعة من المنظمات الدولية، منها:
| علم المنظمة | اسم المنظمة                                 | تاريخ انضمام الصومال | تاريخ انضمام الكويت |
| ----------- | ------------------------------------------- | -------------------- | ------------------- |
|             | الصندوق العربي للإنماء الاقتصادي والاجتماعي | ?                    | ?                   |
|             | منظمة التعاون الإسلامي                      | ?                    | ?                   |
|             | الاتحاد البريدي العالمي                     | ?                    | ?                   |
|             | يونسكو                                      | 15 نوفمبر 1960       | 18 نوفمبر 1960      |
|             | البنك الدولي للإنشاء والتعمير               | 31 أغسطس 1962        | 13 سبتمبر 1962      |
|             | جامعة الدول العربية                         | 14 فبراير 1974       | 20 يوليو 1961       |
|             | البنك الإفريقي للتنمية                      | ?                    | ?                   |
|             | الاتحاد الدولي للاتصالات                    | 28 سبتمبر 1962       | 14 أغسطس 1959       |
|             | منظمة الشرطة الجنائية الدولية               | ?                    | ?                   |
|             | مؤسسة التمويل الدولية                       | 31 أغسطس 1962        | 13 سبتمبر 1962      |
|             | صندوق النقد العربي                          | ?                    | ?                   |
|             | الأمم المتحدة                               | 20 سبتمبر 1960       | 14 مايو 1963        |
|             | مؤسسة التنمية الدولية                       | 31 أغسطس 1962        | 13 سبتمبر 1962      |
|             | منظمة حظر الأسلحة الكيميائية                | ?                    | ?                   |
|             | المركز الدولي لتسوية المنازعات الاستشارية   | 30 مارس 1968         | 4 مارس 1979         |

## وصلات خارجية
- موقع وزارة الخارجية الصومالية
- موقع وزارة الخارجية الكويتية